# Jardins de la Rambla de Sants
Els jardins de la Rambla de Sants es troben a sobre del «calaix» de formigó que cobreix les vies de ferrocarril i metro paral·leles al carrer d'Antoni de Capmany al barri de Sants de Barcelona. Tenen majoritàriament plantacions autòctones: vinyes, rosers, arangers, magraners, farigola, etc.

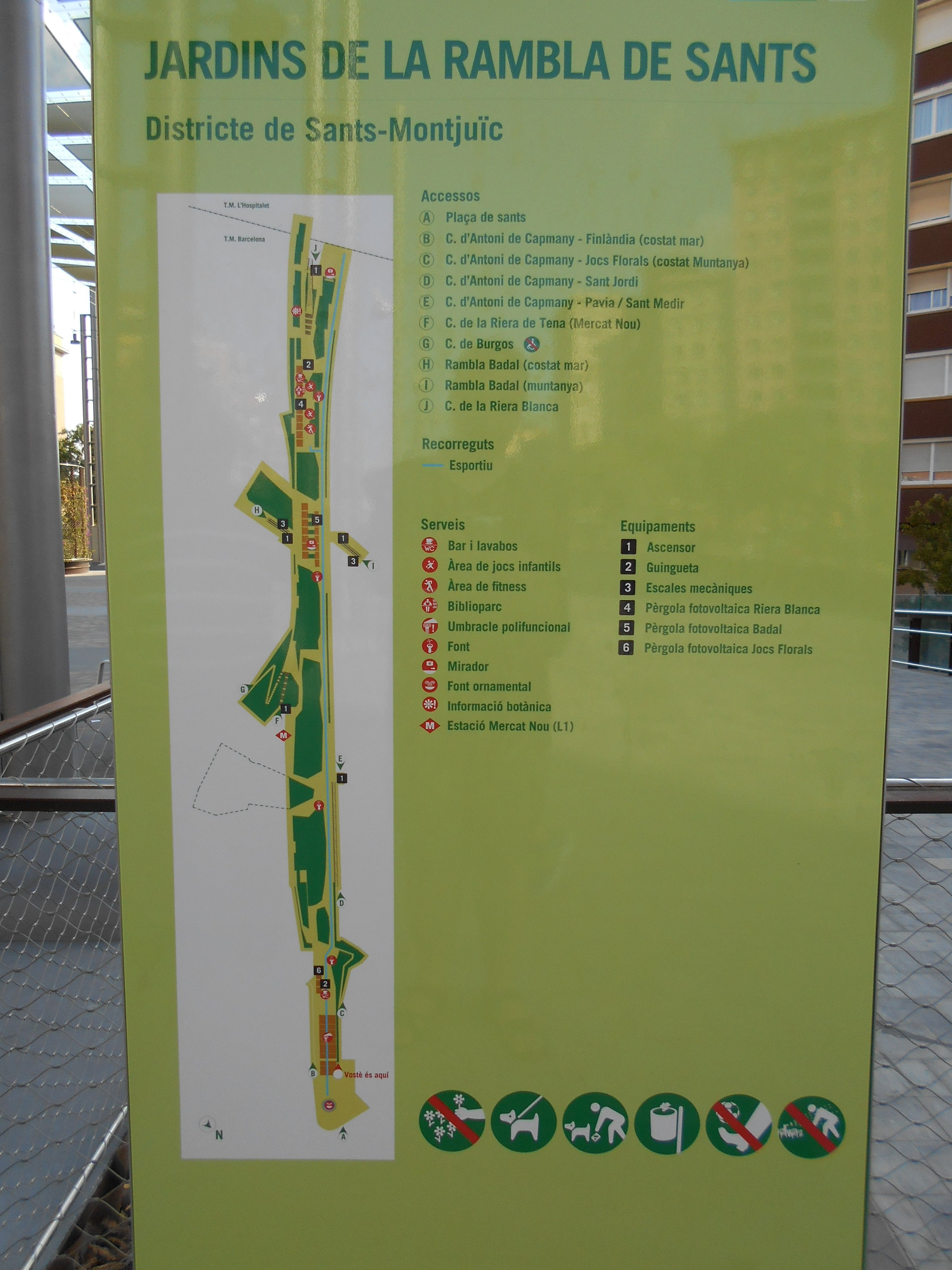
Plànol dels jardins

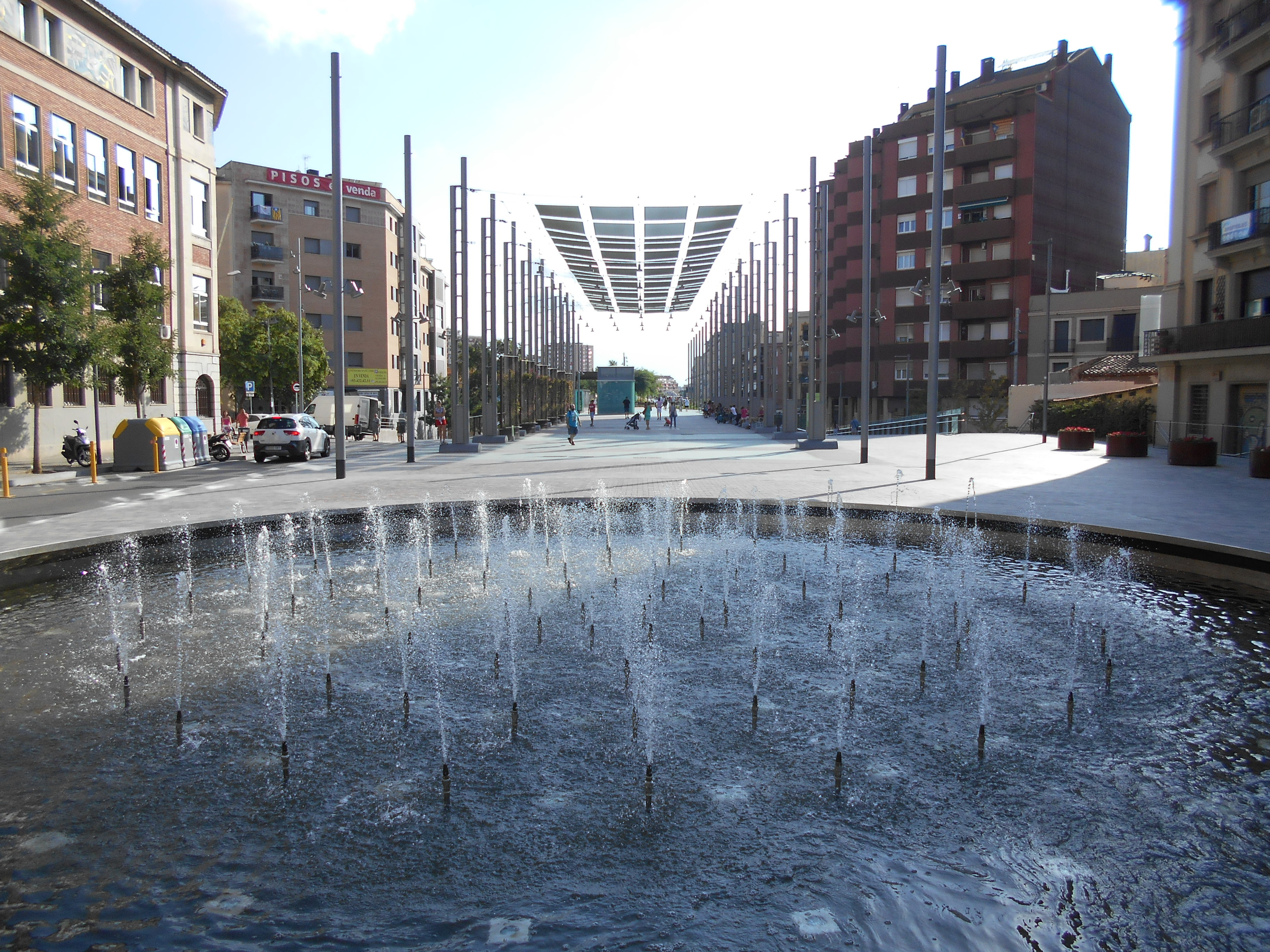
Entrada als jardins per la plaça de Sants

La cobertura de les vies de tren era una antiga reclamació veïnal. El 2012 es van cobrir amb un calaix que les aïllava de l'entorn, conegut entre el veïnat de Sants com El Calaix de la Vergonya, però que encara dificultava el trànsit veïnal. Amb aquesta segona fase d'enjardinament, obra dels arquitectes d'Ana Molino i Sergi Godia i inaugurada el 20 d'agost del 2016, s'ha donat per conclòs el vell projecte que demanaven els veïns, tot i que la cobertura no era la idea original, sinó el soterrament. El nom de rambla de Sants va ser escollit igualment pels veïns en un procés consultiu.

Les obres de la nova zona verda, que connecta els barris de Sants i La Bordeta, han durat 23 mesos, amb un cost de 22,2 milions d'euros. Els jardins segueixen el carrer d'Antoni de Capmany entre la plaça de Sants i el carrer de la Riera Blanca, límit del terme municipal, un tram de 760 m lineals i una amplària mitjana de 30 m, amb una superfície de 31.300 m². Considerats com la «primera rambla aèria de Barcelona», es troben a una altura d'entre 6 i 14 m sobre el nivell del carrer. Això ha generat algunes crítiques per la seva proximitat a alguns dels immobles limítrofs, els veïns dels quals han denunciat la pèrdua de la seva intimitat. Per a facilitar la mobilitat disposen de rampes, ascensors i escales mecàniques.

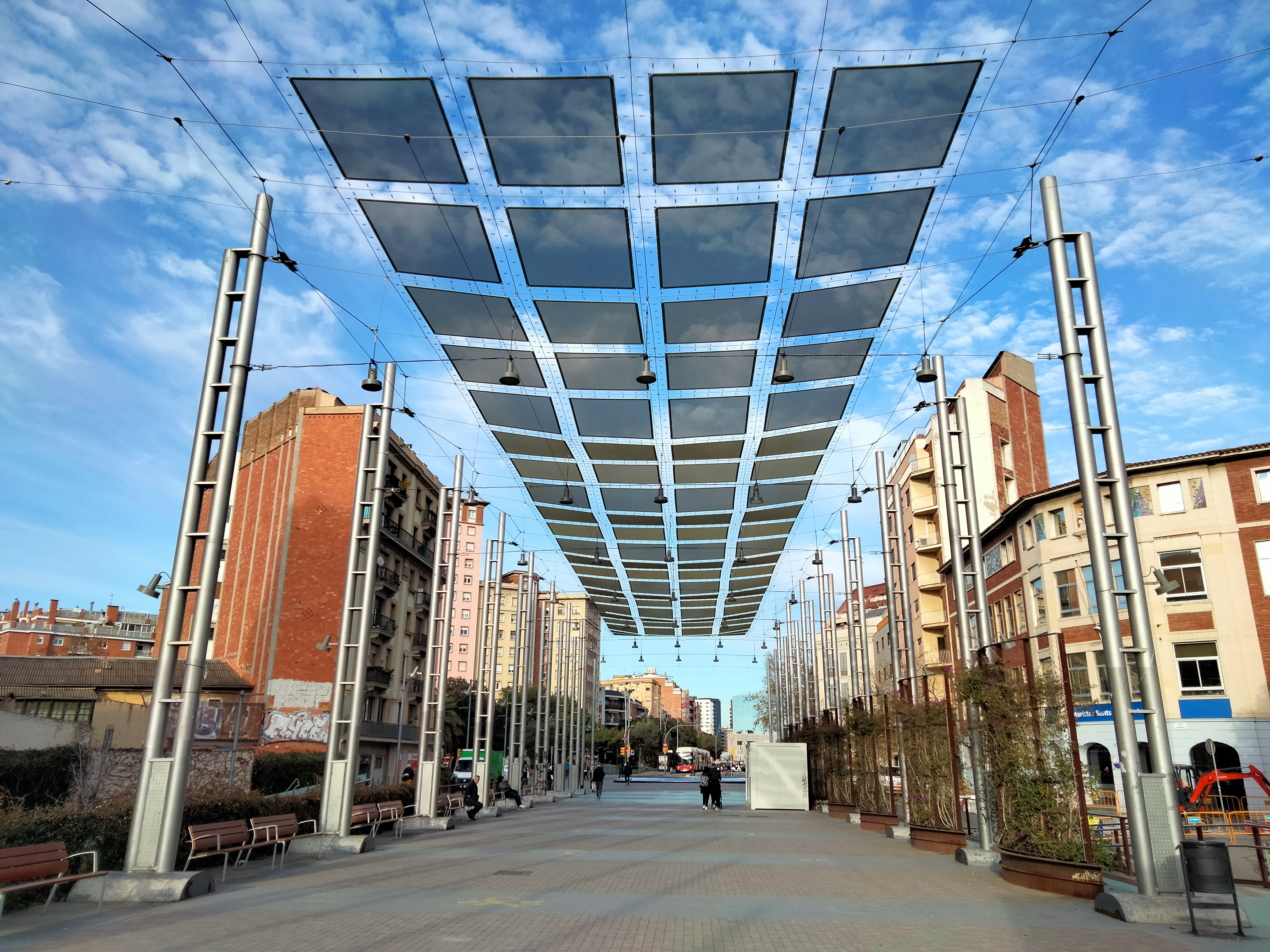
Umbracle

Han estat dissenyats amb criteris de sostenibilitat, amb il·luminació de leds, energia fotovoltaica i reg per aigües freàtiques. Per a la vegetació s'han escollit preferentment espècies autòctones, que estan senyalitzades amb cartells disposant un recorregut botànic. En la part final del recorregut, en el límit amb l'Hospitalet, s'ha disposat un «jardí didàctic» que mostra com era la zona al segle xviii.
El recorregut s'inicia des de la plaça de Sants amb una font ornamental de diversos brolladors i llums led. A continuació, es troba un umbracle que genera un espai polivalent de 660 m². Compten amb una àrea infantil, aparells de fitness, lavabos, un bar i un biblioparc, a més del recorregut botànic. Entre el mobiliari urbà destaquen les fonts model Caudal i els bancs model Neorromántico Liviano.
Queda pendent una tercera fase de les obres que implica la urbanització de l'entorn de Can Vies, un centre okupa desallotjat el 2014 en una polèmica operació policial, així com una prolongació a l'Hospitalet de Llobregat.

## Vegetació
Entre les diverses espècies vegetals es troben: el bulbine (Bulbine frutescens), l'espígol (Lavandula angustifolia), el teucri blau (Teucrium fruticans ‘Azureum’), la pomera ornamental (Malus sp Evereste ‘perpetu’), la grevillea tamborita (Grevillea lanigera ‘Mount Tamboritha’), el saboner de la Xina (Koelreuteria paniculata), la rosa ‘Bet Figueras', la rosa ‘Drift Red’, la lantana reptant lila (Lantana montevidensis ‘Violet’), el marfull (Viburnum tinus), l'arboç (Arbutus unedo), la farigola (Thymus vulgaris), el romaní (Rosmarinus officinalis), l'estepa blanca (Cistus albidus), l'albellatge (Hyparrhenia hirta), l'alfals (Medicago sativa), la vinya (Vitis vinifera), el lliri groc (Iris pseudoacorum), el borró (Ammophila arenaria), el càrex gran (Carex riparia), la jonca marítima (Bolboschoenus maritimus), el magraner (Punica granatum), el llistó (Brachypodium retusum), el bruc boal (Erica arborea), l'aladern de fulla estreta (Phillyrea angustifolia), l'eritrina (Erythrina crista-galli), el fals gessamí (Trachelospermum jasminoides), la gaura (Gaura lindheimeri), la lantana reptant blanca (Lantana montevidensis ‘Alba’), l'heura (Hedera helix), la vinca de fulla petita (Vinca minor), el lliri salvatge blanc (Dietes grandiflora), l'abèlia nana (Abelia x grandiflora ‘prostrata’), la sòfora (Sophora japonica) i la tipuana (Tipuana tipu).